# Chikkabasur, Kadur
Chikkabasur là một làng thuộc tehsil Kadur, huyện Chikmagalur, bang Karnataka, Ấn Độ.